# 장지건
장지건(1988년 7월 4일 ~ )은 대한민국의 배우이다.

## 학력
- 울산대학교 체육학과

## 출연 작품

### 영화
- 《살아있다》 (2020년)
- 《장사리: 잊혀진 영웅들》 (2019년) - 국만득 역
- 《롱 리브 더 킹: 목포 영웅》 (2019년) - 돼지삼형제 2 역
- 《검사외전》 (2016년) - 옥상 재소자 2 역
- 《쓰리 썸머 나잇》 (2015년) - 기동파 넘버 3 역
- 《극비수사》 (2015년) - 조 형사 역
- 《기술자들》 (2014년) - 추리닝 3 역
- 《친구 2》 (2013년) - 고조태 역[2]

### 드라마
- 《열혈사제 2》 (2024년, SBS) - 불장어 역
- 《카지노》 (2022년, Disney+)
- 《두텁이의 어렵지 않은 학교 생활》 (2018년, 웹드라마) - 두텁이 역
- 《내 마음의 꽃비》 (2016년, KBS2) - 망치 역

### 방송
- 《출발 드림팀 시즌 2》 (2014년, KBS2)[3]

## 수상
- 제27회 대한민국 문화연예대상 영화부문 남자 조연상[4]